# One (rivière)
Pour les articles homonymes, voir One.
L'One est une rivière française du Sud de la France, qui coule dans la vallée du Larboust, dans la Haute-Garonne.

## Géographie
L'One est une courte rivière des Pyrénées formée par la réunion de deux rivières, la Neste d'Oô et la Neste d'Oueil. Elle se jette dans la Pique à Bagnères-de-Luchon.
Elle est longue d'environ quatre kilomètres.
Selon le Sandre, l'One n'est que la partie aval de la Neste d'Oô. Son bassin versant s'étend sur 146 km2.

## Départements et communes traversés
À l'intérieur du département de la Haute-Garonne, l'One n'arrose que quatre communes, soit d'amont vers l'aval : Saint-Aventin, Trébons-de-Luchon, Cazarilh-Laspènes et Bagnères-de-Luchon.

## Principaux affluents
Outre la Neste d'Oô et la Neste d'Oueil qui sont les deux branches-mères de l'One, celle-ci a quatre autres affluents. Le plus long avec 5,2 kilomètres en rive droite est le ruisseau de Rieumaynade (ou ruisseau de Gourron).

## Étymologie
Probablement la même que la Neste d'Oô[réf. nécessaire].

## Galerie

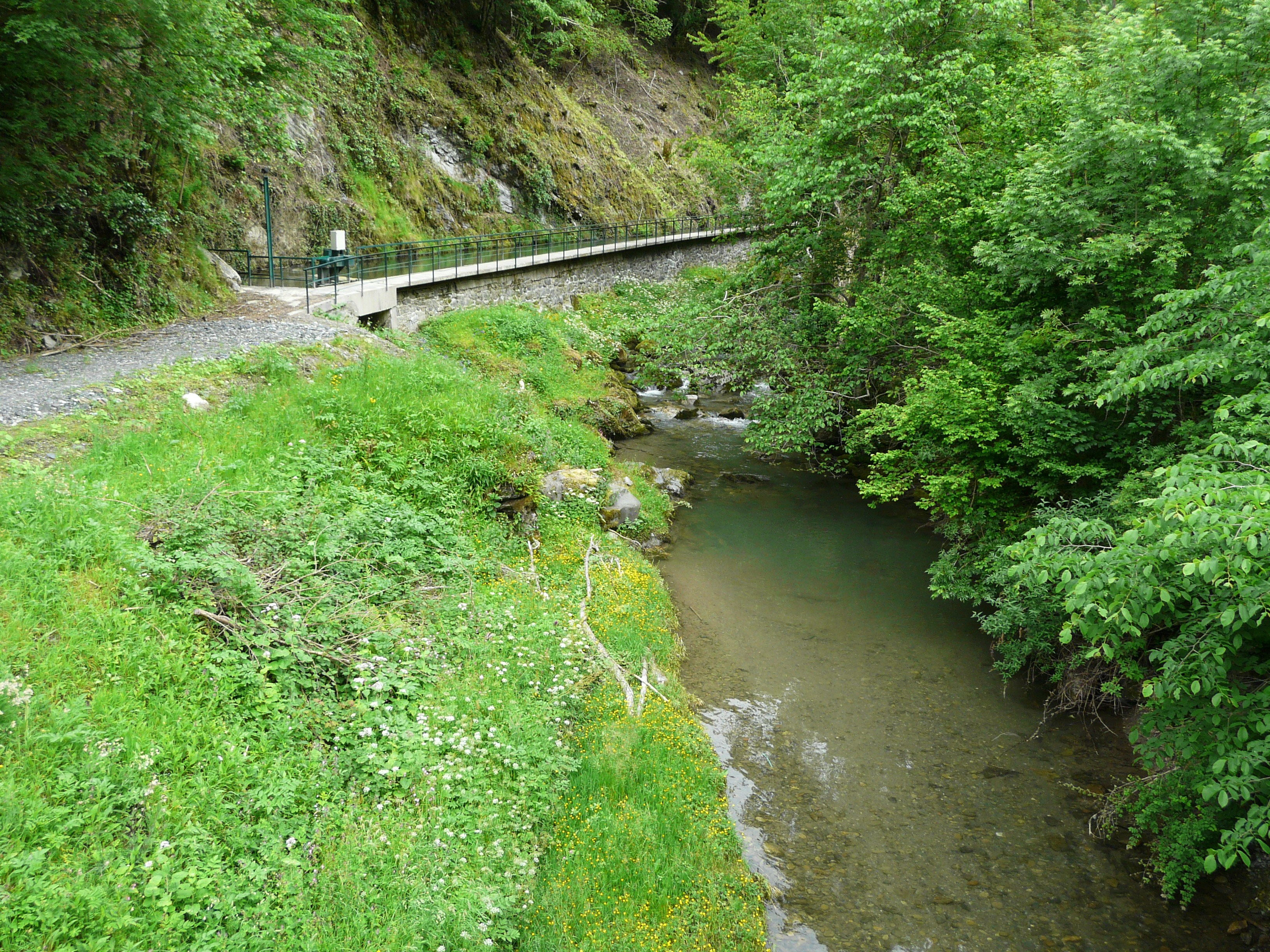
L'One au pont de Miey.
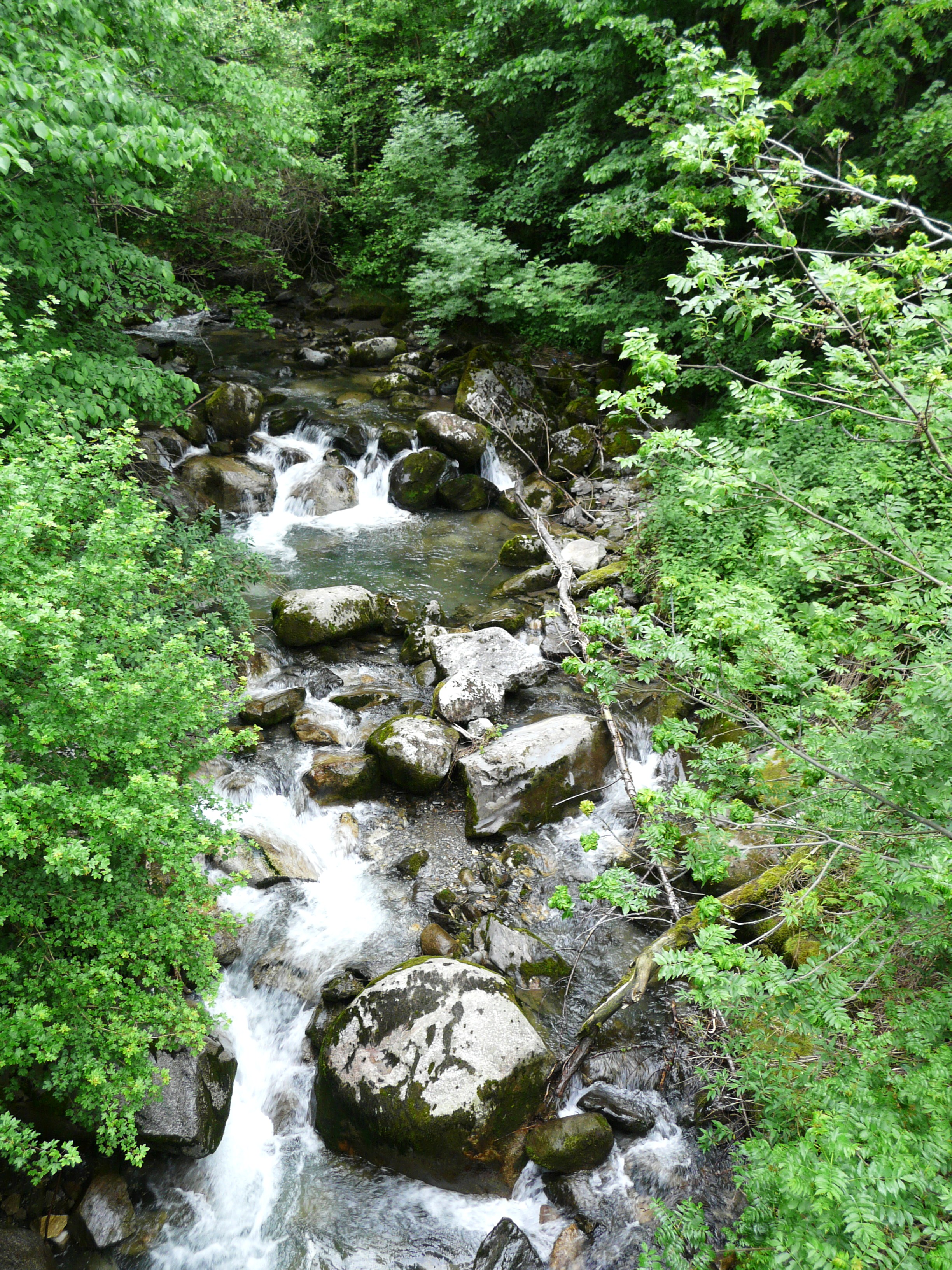
L'One au pont de Debach.
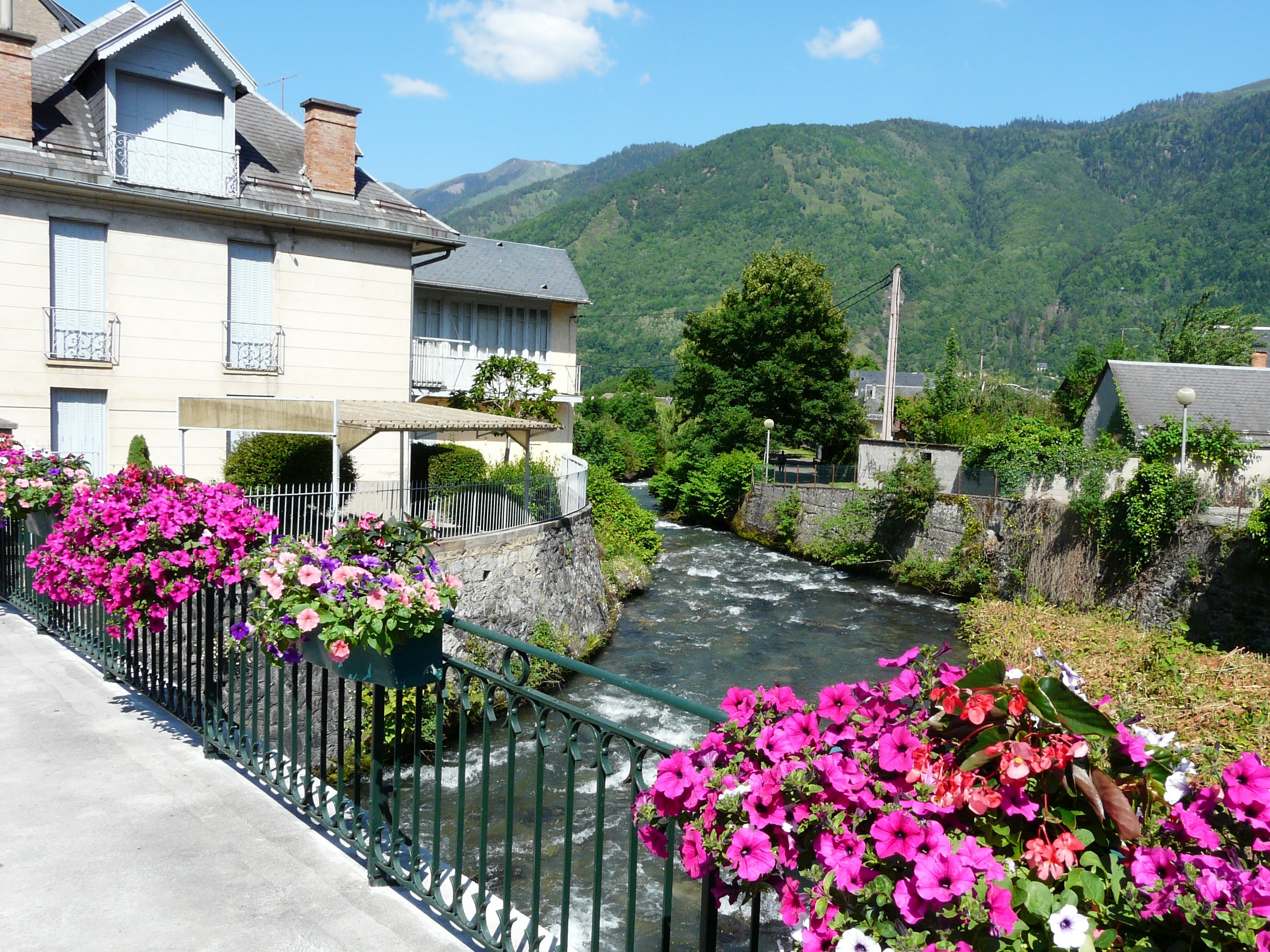
L'One à Bagnères-de-Luchon (vue vers l'aval).